# Andreas Hajek
Andreas Hajek, född den 16 april 1968 i Weissenfels i Tyskland, är en tysk roddare.
Han tog OS-brons i scullerfyra i samband med de olympiska roddtävlingarna 2000 i Sydney.